# Angelo Cardona
Angelo Cardona (Soacha, 5 de enero de 1997) es un emprendedor social colombiano, activista por la paz y los derechos humanos.
Es representante para América Latina de la Oficina Internacional por la Paz, Cofundador y Presidente de la Alianza Iberoamericana por la Paz y embajador de Juventudes de Colombia ante la Asamblea Joven en la ONU. En 2021 recibió el Premio Diana Award.

## Biografía
Ha denunciado la violación de derechos humanos que vive su país en diferentes escenarios internacionales de toma de decisiones como lo son el Parlamento Europeo el Parlamento Alemán el Parlamento Británico el Congreso de la República de Colombia el Senado de la Nación Argentina y la Organización de las Naciones Unidas.
Fue Embajador mundial de Paz de la Global Peace Chain del 2020 al 2022. y en 2018 fue invitado por el grupo de Amnistía Internacional a Berlín para compartir acerca del estado de la implementación del Acuerdo de paz y la situación de derechos humanos en su país. Es también miembro de la junta asesora de World Beyond War.
Cardona es parte de Juventudes por el Desarme de la Oficina de Asuntos de Desarme de las Naciones Unidas (Inglés, UNODA) y  fue uno de los ganadores de la iniciativa '75 palabras por el desarme' convocada por la Organización de las Naciones Unidas para conmemorar los 75 años de la ONU y el bombardeo de Hiroshima y Nagasaki.
En 2016, cuando tenía 19 años, inició su trabajo con la Oficina Internacional por la Paz (IPB, por su nombre en inglés), y cofundo el Grupo Joven de dicha organización. En el 2019, fue nombrado miembro de la junta directiva de la Oficina Internacional por la Paz.
Cardona es también parte de la dirección internacional de la Campaña Global sobre Gastos Militares, (GCOMS, por su nombre en Inglés). Como parte de la campaña en el 2020, propuso junto a 28 congresistas que se destinará un billón de pesos del sector defensa al sector salud. El Ministro de Defensa, Carlos Holmes Trujillo accedió a 25 millones de dólares. En 2021, Cardona con el apoyo de 33 congresistas colombianos pidió al gobierno de Iván Duque que se destinará un billón de pesos del sector defensa al sector de la salud. También solicitó al gobierno refrenarse de hacer la compra de 24 aviones de guerra que costarían 4.500 millones de dólares. Según él con ese dinero el gobierno podría adquirir por lo menos unas 300.000 vacunas contra la Covid-19 y fortalecer el sistema de salud en el país. El 4 de mayo de 2021, el Ministro de Hacienda de Colombia, José Manuel Restrepo anunció que el gobierno acatará la solicitud de refrenarse en la compra de los aviones de guerra.

## Premios y honores
- 2019, Premio al Icono Inspirador del Siglo XXI en los 21st Century Icon Awards.[33][7][34]
- 2020, Premio 75 palabras por el Desarme de ONODA.[14]
- 2021, Premio en honor a Diana, Princesa de Gales - The Diana Award.[5][6]
- 2021, Premio Youth Leadership Award en los Napolitan Victory Awards.[35]
- 2021, The Diana Legacy Award.[36]